# Distretto di Boumerdès
Il distretto di Boumerdès è un distretto della provincia di Boumerdès, in Algeria, con capoluogo Boumerdès.

## Comuni
Il distretto di Boudouaou comprende 5 comuni:
- Boumerdès
- Corso
- Tidjelabine

| Controllo di autorità | BNF (FR) cb144562442 (data) |